# تری پینکارد
تری پینکارد (متولد ۱۹۴۷) فیلسوف آمریکایی و استاد دانشگاه جرج‌تاون است. تحقیقات و تدریس او بر سنت آلمانی در فلسفه از کانت تا امروز متمرکز است.

## تحصیلات و کاریر
پینکارد مدرک کارشناسی و کارشناسی ارشد خود را از دانشگاه تگزاس در آستین و دکترای خود را از دانشگاه استونی بروک دریافت کرد. او از سال ۱۹۷۵ تا ۲۰۰۰ در دانشگاه جرج‌تاون، از سال ۲۰۰۰ تا ۲۰۰۵ در دانشگاه نورث وسترن تدریس کرد، اما در سال ۲۰۰۵ به جرج‌تاون بازگشت.

## انتشارات

### کتاب‌ها
به فارسی
- فلسفهٔ آلمانی: ۱۸۶۰–۱۷۶۰ میراث ایدئالیسم، ترجمهٔ ندا قطرویی، تهران: گروه انتشاراتی ققنوس، ۱۳۹۵